# Лалелі (мечеть)
Мечеть Лалелі (тур. Laleli Camii) — пам'ятка ісламської архітектури в кварталі Лалелі у європейській частині сучасного Стамбулу. Була зведена султаном Мустафою III у 1760—1763 роках за проектом архітектора Мехмеда Тахіра Ага у стилі османського бароко. Отримала свою назву (з тур. Laleli — Тюльпанова) через форму купола, діаметр якого складає 12,5 м, а висота — 24,5 м.

## Галерея

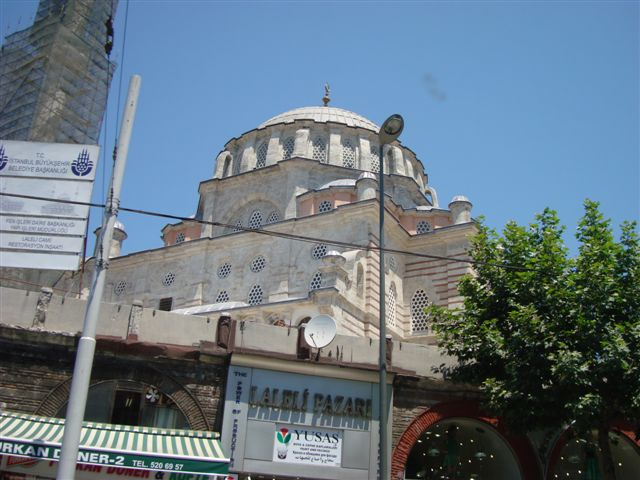
Зовнішній вигляд
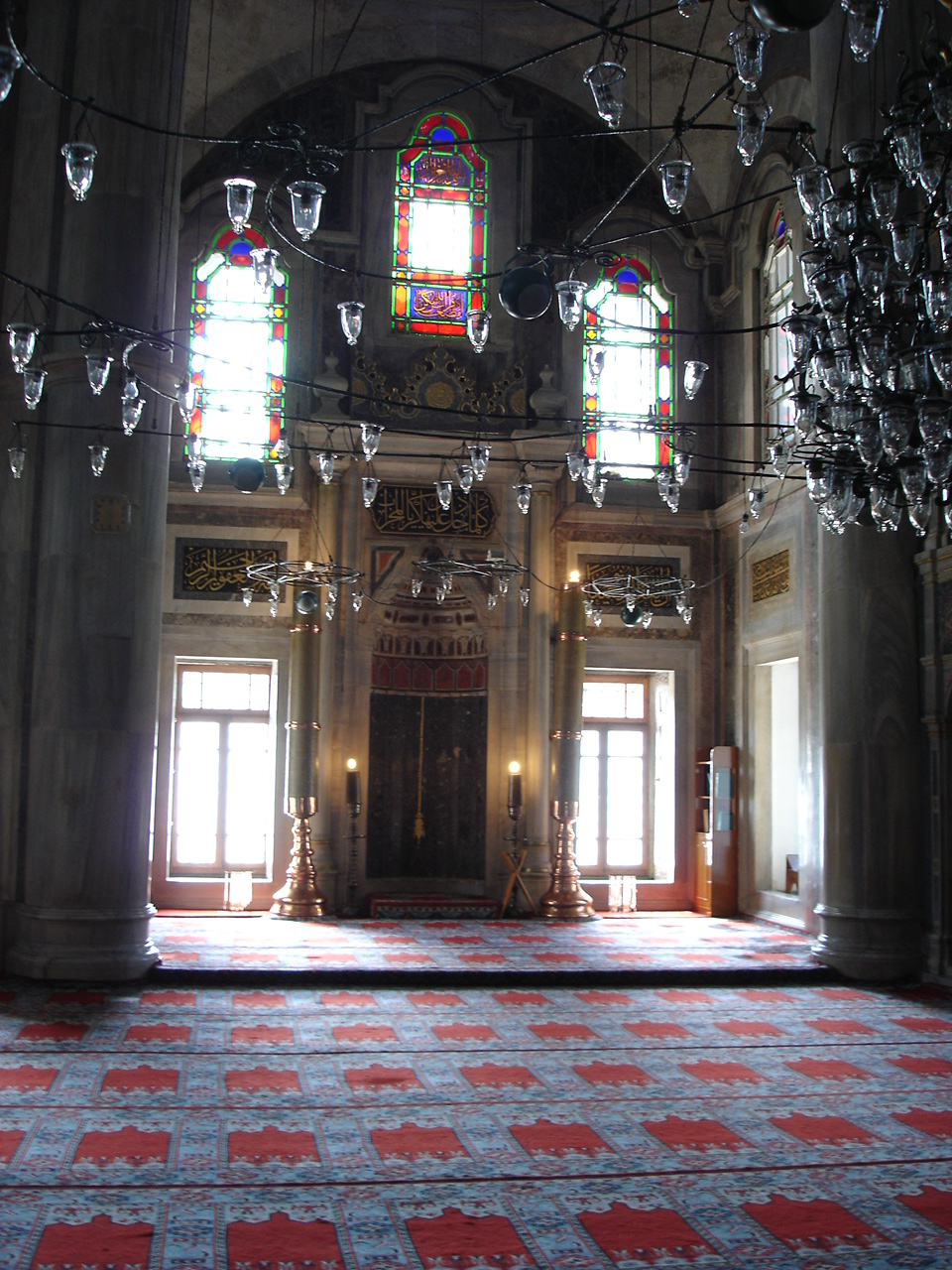
Внутрішній вигляд
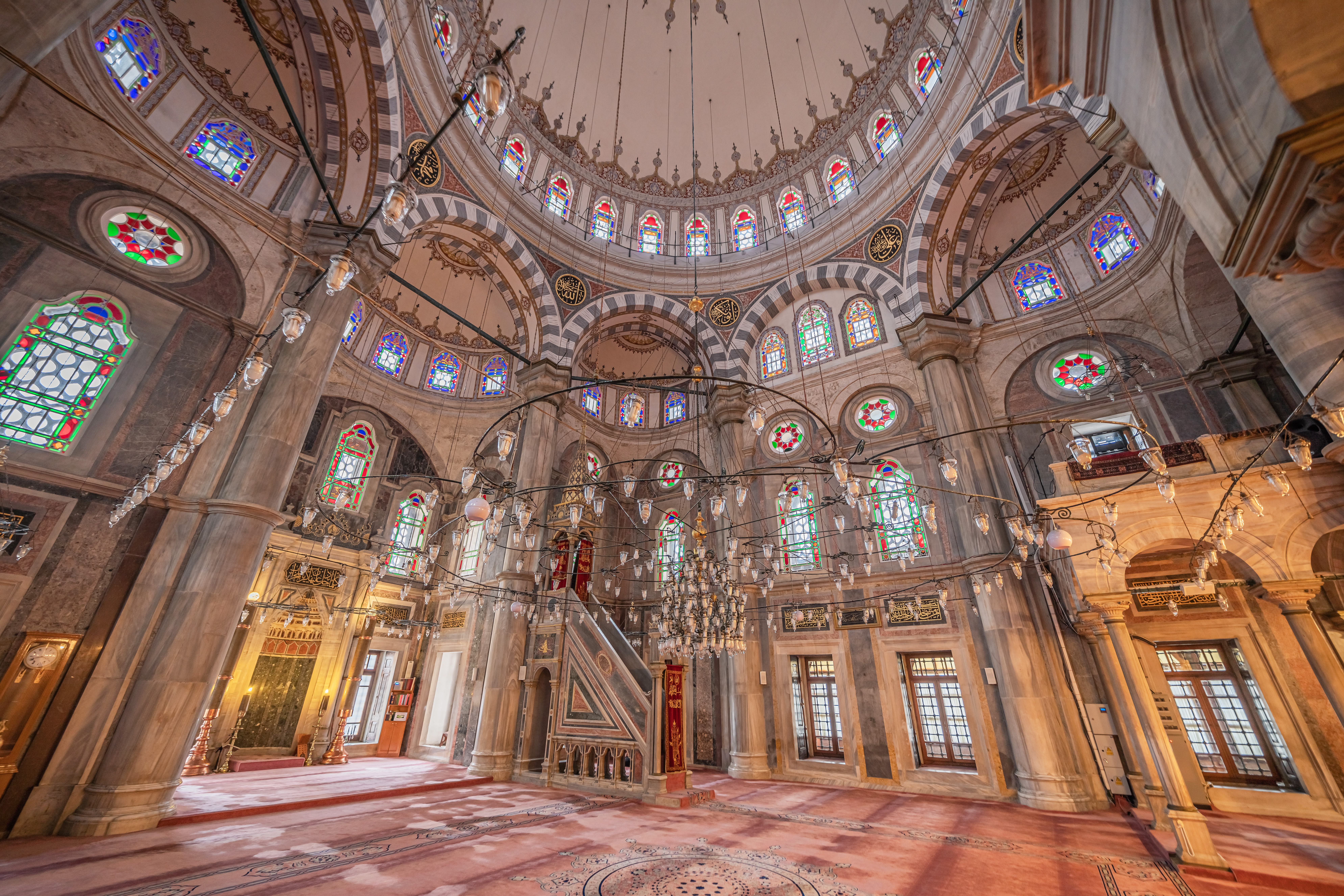
Внутрішній вигляд